# Anton Nesen

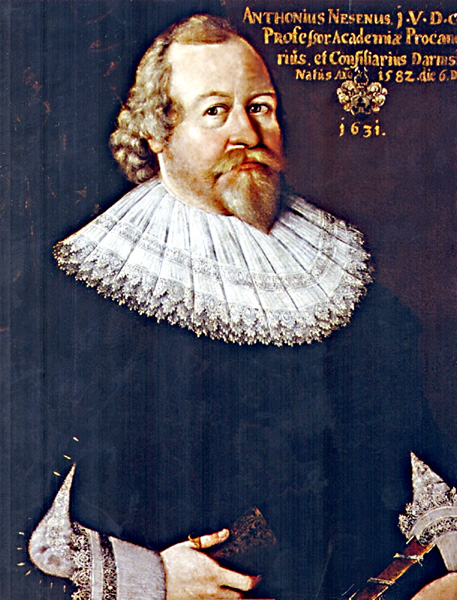
Anton Nesen

Anton Nesen auch: Nesenus, Nesenius; (* 6. Dezember 1582 in Schlangen; † 25. Juni 1640 in Marburg), war ein deutscher Rechtswissenschaftler.

## Leben
Anton wurde als Sohn des Pfarrers in Schlangen Gerhard Nesen (* um 1535; † 1615) und dessen Frau Elisabeth Mattenklodt (* 1544; † 1618), geboren. Seine erste Ausbildung erhielt er an den Gymnasien in Lemgo, Osnabrück und Lübeck. Sich dem Studium der Rechte widmend, frequentierte er die Universität Greifswald und Universität Rostock. Danach wurde er Hauslehrer in Danzig und 1607 Konrektor in Lemgo. 1609 begleitete er Auszubildende am 27. Februar 1610 an die Universität Leiden, im Oktober 1611 an die Universität Wittenberg und am 22. September 1612 an die Universität Heidelberg. In Heidelberg promovierte er am 19. November 1612 zum Doktor der Rechte und erhielt nach seiner Rückkehr in die Heimat im selben Jahr eine Professur der Institutionen am Gymnasium in Stadthagen.
Nesen wurde bei der Gründung der Universität Rinteln 1619 Professor der Pandekten ebenda. Nach dem Tod seines Dienstherrn, des Grafen Ernst von Holstein-Schaumburg, zog er 1624 als Syndikus nach Minden. 1627 ging er wieder als Professor der Pandekten an die Universität Marburg, stieg dort 1630 in die Professur des Kodex auf und wurde 1636 Primarus der juristischen Fakultät daselbst. Er beteiligte sich auch an den organisatorischen Aufgaben der Marburger Hochschule. So war er in den Jahren 1629, 1632, 1634, 1637 und 1639 Dekan der juristischen Fakultät und 1630 Rektor der Alma Mater. 1630 übertrug man ihm das Amt eines Vizekanzlers der Universität, er nahm als Vertreter der Universität an verschiedenen hessischen Landtagen teil und wurde 1632 zum kaiserlichen Hofpfalzgrafen nobilitiert. Sein Leichnam wurde am 30. Juni 1640 in der Marburger Stadtkirche beigesetzt.
Seine am 4. Juli 1613 geschlossene Ehe mit Anna Lucia Wordehencken, die Tochter des Adeligen Kersenbruchischen Amtmanns in Barrentrup Heinrich Wordehencken und dessen Frau Margaretha geb. Gottschalck, blieb kinderlos.

## Werke (Auswahl)
- Collegii Feudalis Disputatio IV. De Rebus Quae In Feudum Dari Possunt. Präsens: Helfrich Ulrich Hunnius. Wittenberg, 1612, (Digitalisat).
- Positiones iuris controversae. Resp. Burchard Fritmeier. Rinteln, 1613.
- Diss. de sucessione legitima. Resp. Martin Rentsch. Stadthagen, 1613.
- Diss. de jure tutelae. Resp. Burchard Fritmeier. Stadthagen, 1614.
- Diss. fidejussoribus. Resp. Justus Hunerbein. Stadthagen, 1615.
- Diss. de donationibus, Stadthagen, 1615.
- Miscellanearum controversiarum decas I. Resp. Johann J. von Wartenßleben. Stadthagen, 1615.
- Miscellanearum controversiarum decas II. Resp. Henning Walbom. Stadthagen, 1616.
- Miscellanearum controversiarum decas III. Resp. Bartholomäus Melasius. Stadthagen, 1617.
- Miscellanearum controversiarum decas IV. Resp. Heinrich Bessel. Stadthagen, 1618.
- Diss. de testamentis. Resp. Anton Poelmann. Stadthagen, 1617.
- Diss. Miscellan. quaestionum decad. continens. Resp. Justus Hunerbein. Stadthagen, 1618.
- Diss. de injuriis. Resp. Johann Brandes. Stadthagen, 1619.
- Diss. de jurisdictione. Resp. Bartholomäus Malasius. Rinteln, 1621, (Digitalisat).
- Diss. de dominii, possessionum, obligationum et actionum juribus. Resp. Gregor Johann Rörentorph (Lemgo). Rinteln, 1622.
- Diss. Themata ex universo Instutionum jure juxta seriem Justinianeam excepta continens. Resp. Caspar Heinrich von Huß. Rinteln, 1622, (Digitalisat).
- Diss. de usucapionibus et praescriptionibus. Resp. Balthasar Knodt (Lemgo). Rinteln, 1622.
- Diss. de querla inofficiosi testamenti. Resp. Thomas Riemenschneider (* Treysa). Marburg, 1627.
- Diss. conclusiones jurid materiae, quae est de mandato, sist. Resp. Johann Matthias Huebner (Nürnberg). Marburg, 1628.
- Controversiae Miscellaneae. Resp. Ludwig Lambach (Dortmund). Marburg, 1628 (Digitalisat).
- Diss. de furto rapina. Resp. Johann Friedrich Schaefer. Marburg, 1628.
- Diss. de jure contractuum in genere. Resp. Johann Heinrich Wogesser (Umstadt). Marburg, 1630.
- Diss. de judiciis civilibus. Resp. Erich Graff. Marburg, 1631.